# Stargate (przedsiębiorstwo)
Stargate Project, zarejestrowany w stanie Delaware jako Stargate LLC – amerykańska spółka joint venture w dziedzinie sztucznej inteligencji (AI) utworzona przez OpenAI, SoftBank, Oracle i firmę inwestycyjną MGX.  
Podmioty przedsięwzięcia planują poprzez nie zainwestować do 2029 roku do 500 miliardów dolarów w infrastrukturę sztucznej inteligencji i zasilającą ją energetykę w Stanach Zjednoczonych. 
Prace nad jej powstaniem sięgają 2022 r., a formalnie ogłosił ją 21 stycznia 2025 r. prezydent Stanów Zjednoczonych Donald Trump. Pierwszym przewodniczącym zarządu został dyrektor generalny SoftBanku, Masayoshi Son.
Nazwa nawiązuje do filmu Stargate z 1994 roku, w którym wrota gwiezdne (ang. stargate) były portalami do innych światów. Ze względu na skalę inwestycji program ten jest porównywany do Projektu Manhattan.

## Historia
Przedsięwzięcie zostało ogłoszone na konferencji prasowej w Białym Domu 21 stycznia 2025 r. przez prezydenta Donalda Trumpa, któremu towarzyszyli Sam Altman z OpenAI, Larry Ellison z Oracle i Masayoshi Son z SoftBank.
Donald Trump nazwał je „największym projektem infrastruktury AI w historii” i wskazał, że będzie korzystał z dekretów wykonawczych w celu przyspieszenia rozwoju projektu, szczególnie w odniesieniu do infrastruktury energetycznej.
Larry Ellison twierdził, że projekt Stargate może doprowadzić do wspomaganej przez sztuczną inteligencję produkcji szczepionek mRNA przeciwko nowotworom.
Przedsięwzięcie rozpoczęto od inwestycji w wysokości 100 miliardów dolarów, a do 2029 roku planuje się jej wzrost o 500 miliardów dolarów.  Jednak Elon Musk, dyrektor generalny xAI, konkurenta OpenAI, stwierdził, że przedsięwzięcie nie spełniło obiecanych poziomów inwestycji. Sam Altman później zaprzeczył tym stwierdzeniom. Dyrektor generalny Arm Rene Haas stwierdził, że wsparcie finansowe stojące za projektem jest „całkiem solidne”.  Softbank i OpenAI przeznaczyły po 19 dolarów miliarda dolarów kapitału na początkowe sfinansowanie Stargate i każde z nich będzie posiadać po 40% udziałów w spółce joint venture, podczas gdy Oracle i MGX wniosą po 7 miliardów dolarów miliardów, a pozostałe środki będą pochodzić od partnerów ograniczonych i finansowania dłużnego. Według Financial Times infrastruktura budowana w ramach projektu będzie dostępna wyłącznie dla OpenAI. 
Jednocześnie z ogłoszeniem projektu, Microsoft i OpenAI podpisały nową umowę, która przyznaje Microsoftowi prawo pierwokupu przyszłych zasobów obliczeniowych w chmurze OpenAI.
Trzy tygodnie po ogłoszeniu programu, przewodnicząca Komisji Europejskiej Ursula von der Layen ogłosiła europejski program InvestAI o wartości 200 mld euro.

## Struktura
Przedsięwzięcie buduje obecnie 10 centrów danych w Abilene w Teksasie i planuje rozszerzyć działalność na więcej stanów. Nowe przedsięwzięcie ma stworzyć ponad 100 000 miejsc pracy w Stanach Zjednoczonych. Altman powiedział, że SoftBank będzie miał „odpowiedzialność finansową” za przedsięwzięcie, a OpenAI będzie miał „odpowiedzialność operacyjną”. Głównymi początkowymi partnerami technologicznymi są Arm, Microsoft, Nvidia, Oracle i OpenAI.